# 司波達也
司波達也（日语：／ Shiba Tatsuya）是輕小說、漫畫及動畫《魔法科高中的劣等生》與《續·魔法科高中的劣等生 魔法人聯社》的主角，並在外傳漫畫《魔法科高中的優等生》登場。

## 設定
體型消瘦但鍛鍊極為結實。容貌為中偏上的程度（自己的評價是一般）。
頭腦聰明，個性較為冷靜、冷漠、沉著，但有時會開惡趣味玩笑來觀察他人語言或肢體反應為樂，常因此被周遭人們說性格惡劣。雖然表面上較冷淡，但其實會替友人設想並予以幫助；但對待「敵人」時則冷酷到底（接近冷血的程度），即使造成對方死亡也不會動搖。如果面對的敵人是曾經傷害過他的親人(尤其是深雪)或是朋友、甚至是重視達也的人，則會下重手消滅。
原作小說中，經常有意維持撲克臉、不將自身情緒表現出來，因此給人無法猜測真實想法的印象；但動畫、漫畫作品中此傾向較不明顯。只有在面對少數人，達也的表情才會稍微有點變化(如深雪、真由美、響子、雷歐、幹比古、摩利等)，露出放鬆的表情，雖然還是會使人看不大出來。
對於給別人使用的CAD並不是被要求就會設計製作，而是看達也本人的意願和想給的對象而定，就是四葉家的親人也不是因為是親人就會製作，對其他客戶想要拿到達也親手設計製作的新作品更是難如登天。目前除了自己使用的和給獨立魔裝大隊試用之外，被達也認可過後給與CAD的只有同學雷歐、幹比古和學姐梓而已。
非常重視妹妹，將妹妹深雪擺在第一位，只要妹妹所要求的事一定全力去實現，因此被周遭人們稱有戀妹情結，也因為兄妹倆人宛如深愛情人般的互動，常讓周遭人們吐槽或讓他人感到不自在或對這對兄妹投以別有意義的視線。現被指定爲妹妹深雪的婚約者（對外謊稱是表兄妹）。小說第24集第2話中，透過真夜幫助約見，在九重寺與東道青波會晤，並在ESCAPES計劃上支持達也及讓北方潮(本名：北山潮，北山雫的父親)注資資金協助達也的ESCAPES計劃，但是作為交換條件，要求達也成為日本的遏制力『是在威脅成真之前使其斷絕念頭的力量』
将来想成为魔法技能师中，负责魔法机具的制作、调整等的魔法工学技师。達也的優秀魔工技能，在國際上頗具知名度(不是真名，而是「西爾弗」的身分)。基本上，達也的生活花費完全不倚靠四葉家和其父司波龍郎(兒時偶之)。光靠著「西爾弗」和四葉集團的股票分紅就足以讓達也兄妹成為魔法師家族中的富豪之一(僅次於北山雫和七草三姊妹)，加上防衛省給的月軍餉和不定時的配給，就已讓達也在考取駕照之後不久就買了用以代步的重型機車(似乎至少有兩部)。存款更是花不完，又因為達也兄妹加上水波本身就很會精打細算，除了少部分的奢侈品之外，幾乎都只花在刀口上，所以不曾有存款不足的窘境。
由於情感已被改造成有如純白的白紙，僅留對於深雪近似於「親情」的感受。但並非是毫無感覺，事實上被異性暗戀的機率很高，「明目張膽」對達也暗示或明示對其好感的異性不在少數，只是因為被改造過的緣故，使得達也近乎是像鋼鐵般的毫無感覺。不過對於自己送到手邊的女生，達也是「不會客氣」的「吃掉」(如真由美在一高圖書室中的個人閱覽室所做，達也表示「若不是有監視系統，他是不會客氣的」，令真由美的心中警報大作)的。但對於年長許多的女性如藤林響子、佐伯廣海等人，則是視為同事、朋友兼上司，而津久夜夕歌和黑羽亞夜子，則單純為表姊弟、表兄妹的關係，沒有任何感覺。而對於深雪，就只有兄妹之間的親情，絲毫談不上任何愛情，但在小說32卷(畢業篇)中與一條將輝爭奪深雪時察覺自己愛上深雪，並於小說32卷（畢業篇）中和深雪真正在一起。並計畫在大學畢業後，和深雪結婚。
總體來說，司波達也的個性是屬於「士為知己者死」的人，之所以勉為其難的待在四葉家，主要原因除了妹妹深雪，另外不算原因的是「親緣」，因為四葉家是其親生亡母司波深夜的娘家。除此之外，對於願意尊重、平等、認可和伸出友誼之手的前輩、同學和朋友、後輩，是寧可犧牲自己的性命，也要保護他（她）們，如在九校戰時，與上司兼朋友的藤林響子去消滅恐怖份子（雖然主要原因是因為深雪被認為有生命危險的疑慮）作為報仇、橫濱事件時不但保護所有同學、朋友的生命（不過卻也暴露了是有軍人的身份），還拯救了桐原武明和五十里啓，將他們的命從鬼門關前拉回來等，這也使達也再度受到同校的學生會、社團總部和風紀委員會的尊敬。不過，達也心中最大的遺憾是無法救活有如大姐的亡母的守護者櫻井穗波『調整體魔法師櫻系列第一代』，穗波因為保護達也因此魔法使用過度（在達也他們入學前三年的沖繩入侵事件），最後因魔法演算領域使用過度導致過熱而死亡，就在達也的面前過世。達也因此抱憾，在見到有如穗波的面孔、日後將成為深雪之守護者的櫻井水波(在遺傳角度上是櫻井穗波的外甥女，但是是從櫻井穗波的未受精卵進行基因改造，是調整體魔法師「櫻」系列第二代)後，就決定不讓水波保護除了深雪以外的人。這裡可以看出達也心地善良的地方，只有深雪和真由美看出來。
另外，根據小說描述，達也似乎是個素食者，幾乎所有的飲食都是蔬果居多，連帶著其妹深雪也受其影響，也是蔬食主義者。這可能長年在寺院修行鍛鍊有莫大的關係，而其師兄兼長官風間玄信也是如此。不過兄妹倆算是重度的咖啡癮君子，雖說偶爾也會飲用紅茶或其他的飲料，除了開水和奶類之外，幾乎每日都會喝咖啡。又因為部份的任務及應付「四葉科技」的產品研製，達也幾乎每日是晚睡早起，經常熬夜。基本上對於應對其他人都可輕鬆的交流，但是對於應付某些人則感覺略微「頭痛」。會令達也「頭疼」的某些人如深雪、響子、夕歌、鈴音、克人和真由美，尤其是真由美，因為後者經常不按牌理出牌的行徑，讓達也不敢恭維，不過這是真由美對於「熟人」或「心儀的對方」才會出現的小傲嬌態度，也可以說明對達也在心裡的重視度非比尋常。
達也本人非常能夠知人善任、舉賢發才，雖然是有拉攏、增進自己對抗母方娘家之意，但事實上被達也舉荐的同學、朋友、晚輩都因此發揮潛能，將自身的實力完全展現(本身已非常有才能的除外)。達也更善於激勵朋友，使其走出陰影，讓其信心恢復。如穗香、幹比古、雷歐、光宣、亞夜子等人因而展現其自信，進而成為達也的「盟友」，因此愛慕達也的女性也就此急速增加中，不只深雪，就連對其有愛慕的真由美常常因此「吃醋」，只是後兩人平時不會特別現給達也使其發現，都是私底下對達也發牢騷。

## 劇中表現

### 初學年部劇情
初學年部劇情範圍：
小說版：
- 魔法科高中的劣等生文庫小說版（入學篇、九校戰篇、暑假篇+1、橫濱騷亂篇、追憶編、來訪者篇）
- 魔法科高中的劣等生網路小說版（WEB1-6、外傳；完結、已撤文）
- 魔法科高中的劣等生特典小說版（廣播劇特典小說-十一月的万圣节派对）

漫畫版：
- 魔法科高中的劣等生 入學篇（Vol.1-4；完結）
- 魔法科高中的優等生（Vol.1-9、連載中）
- 魔法科高中的劣等生 九校戰篇（Vol.1-5；完結）
- 魔法科高中的劣等生 暑假篇（Vol.1-3；完結）
- 魔法科高中的劣等生 橫濱騷亂篇（Vol.1-5；完結）
- 魔法科高中的劣等生 追憶篇（Vol.1-3；完結）
- 魔法科高中的劣等生 來訪者篇（Vol.1-4、連載中）
- 魔法高校的劣等生劇場版 呼喚繁星的少女（Vol.1、連載中）

動畫版：
- 魔法科高中的劣等生（入學篇、九校戰篇、橫濱騷亂篇）
- 魔法科高中的劣等生劇場版 呼喚繁星的少女

入學篇
對應文庫小說第1、2集。
漫畫版：
- 魔法科高中的劣等生 入學篇（Vol.1-4；完結）
- 魔法科高中的優等生（Vol.1-9、連載中）

動畫版：
- 魔法科高中的劣等生（入學篇：第1話至第7話）

魔法科高中入學測驗時，在筆試中拿下第一位，七科平均分數九十六分，並在魔法理論和魔法工學上拿下滿分，但由於魔法實技成績不佳，最終以「二科生」身分入學國立魔法大學附屬第一高中。
在學生會邀請妹妹司波深雪進入學生會的過程中，因種種原因被風紀委員會委員長渡邊摩利提議，並由學生會會長七草真由美採納推薦為風纪委員，因學生會副會長服部刑部少丞笵藏不認同「二科生」的達也有能力擔任風纪委員之職務，進而兩人進行魔法比試最終由達也獲得優勝，最後正式進入風纪委員會中擔任風纪委員職務。
在社團新生招生活動期間，因劍術部和劍道部衝突事件而名聲大噪，造成高年級一科生心理不平衡而導致招生活動期間中假借紛爭之名故意失手用魔法攻擊達也，也因此從此以後達也的遭遇事件數量和事件檢舉次數在9位風紀委員中位居首位，並擁有令人信服的實績，同時也因為達也是所有風紀委員中唯一一位擁有行政管理技能的人，導致風紀委員會許多文書事務和雜事都讓達也經手處理，使得達也在風紀委員會中有不可動搖之地位。
同時在劍術部和劍道部衝突事件中使用自創之「施法干擾」（Jamming cast），導致被反魔法国际政治团体「Blanche」盯上，在社團新生招生活動期間中部分受到魔法攻擊案例，是由「Blanche」旗下的「Egalite」學生成員進行攻擊，意圖為判明及解析達也自創的「施法干擾」術式原理；在「Blanche」入侵魔法科第一高中事件中，在達也與深雪以及包括友人、學生會、風紀委員會、桐原、十文字等人的努力下解決該起事件，將Blanche日本分部的领导者逮捕並摧毀Blanche在日本的勢力。
本身所持有的CAD是高性能的特化型CAD系列「silver.horn」（银鏃）改造升级版Silver Horn Custom（銀色之角定製），「Trident」（三叉戟）两支。同时携带复数的起动式的记录的储存装置，应对不同情况交换使用。
忍术使九重八云的門徒之一，每天早晨都到寺廟與門徒和九重八云進行對打等等训练，已具备达人级的体术。
自身目標和夢想是完成「加重系魔法三大技術難題」之一的「打造重力控制型熱核融合反應爐」，因此為了研究進展即使本身所具備的知識根本不需要進入魔法科高中就讀，但為了獲得魔法科大學非公開文獻的閱讀權力，因而就讀魔法科高中。
九校戰篇、暑假篇+1
對應文庫小說第3、4、5集。
漫畫版：
- 魔法科高中的優等生（Vol.1-9、連載中）
- 魔法科高中的劣等生 九校戰篇（Vol.1-5；完結）
- 魔法科高中的劣等生 暑假篇（Vol.1-3；完結）

動畫版：
- 魔法科高中的劣等生（九校戰篇：第8話至第18話）

魔法科第一高中的段考中，在魔法理论成绩拿下一年級第一名，理论成绩平均分数（不是总分）比第二名（深雪）高出十几分，是令人望尘莫及的第一名。導致教職員室怀疑達也在魔法实技測驗上故意放水，最後甚至劝達也转学到第四高中（因為在九校當中第四高中特別致力於魔法工學的領域），當然達也予以拒絕。
本身為世界知名的魔工技師，托拉斯・西爾弗（Taurus・Silver）中的西爾弗（Silver）（托拉斯・西爾弗為編輯軟體的達也與負責硬體設備的牛山）。
剛開始進入Four Leaves Technology的CAD開發第三課時，被員工視為運用高層幹部兒子的身分進出而遭受不友善對待與視線，但當達也開發出「循環演算系統」，並以循環演算系統為基礎開發的CAD「銀式」，讓FLT成為世界知名的CAD公司，因此讓FLT開發第三課成員折服於達也的才能下而獻上忠誠。
尚未成年就已经是作为CAD软件开发方面的第一线职业工作者并与FLT的CAD开发第三课一起创造许多的實绩，由於親生父親羡慕和恐懼自己兒子的才能而進行各方面打壓，以未成年為理由將達也塑造成為架空的工程师「托拉斯・西尔弗」（トーラス・シルバー），同時經常將達也叫到公司本部利用其能力對研發硬體進行回收復原，有時也在不见光的地方工作。但相对的透過研究开发而获得富裕的财产，過著自给自足的自由生活。自己家中的伺服器中有包括FLT相关資料在內很多机密性很高的情报，因此在伺服器中建構很严密的防御系统。
同時達也在研究的「重力控制型熱核融合反應爐」過程中，先一步完成「加重系魔法三大技術難題」的「泛用性飛行魔法的實現」，並以托拉斯・西爾弗的名義向世界發表，改寫現代魔法的歷史。
本身擅長CAD的設計、調整、維護等技術，尤其在CAD軟體技術上極為突出，除了維護並調整自己的CAD外，同時也維護、調整深雪的CAD，並在自己家中的地下室中設有最新型的CAD調整裝置。
但也因為維護深雪的CAD的事情讓學生會書計中条梓知曉，在九校戰技術人員選拔期間，因技術人員缺乏而被中条梓提議而學生會會長七草真由美採納並推薦成為九校戰技術人員，並且是八位技術人員中唯一一位一年級生，同時也是九校戰選拔成員中唯一一位二科生，負責一年級女學生冰柱攻防、精速射擊、幻境摘星項目以及深雪參賽賽事的CAD工程師，憑藉達也的技术力和戰術，其擔當選手獲得新人賽女子精速射擊第1名至第3名、新人賽女子冰柱攻防第1名至第3名、新人賽女子幻境摘星冠軍和亞軍、正式賽女子幻境摘星冠軍，創下其擔當選手除了彼此互相輸給對方外，實際上無敗績的恐怖紀錄，因而讓其他學校的技術人員與選手視達也為超出高中生水準的怪物，令人可恨的超級工程師。
在新人賽男子秘碑解码中，因為代表選手遭受其他學校選手重大違規而導致重傷，以特例處理成為新人賽男子秘碑解码選手，並且推薦吉田幹比古和西城雷欧赫特成為新人賽秘碑解码選手，因為達也所開發的武裝演算裝置、超水準的CAD技術力、以及對吉田幹比古使用的魔法進行改良，並且依照成員的技能特性、比賽場地與對手資料擬定戰術配置，最終獲得新人賽男子秘碑解码冠軍，並協助第一高中拿下新人賽總冠軍。
因為某些事由，政府和國防軍與四葉家簽署密約，在不妨礙達也在四葉家的隨扈任務的情況下許可達也到軍中服務，四葉不會在隨扈任務以外部分主張優先權，因此達也成为國防陸軍一〇一旅團・獨立魔装大隊的成员，肩负著「戰略级魔法师・大黑龍也特尉」的職位。同時達也也是在全世界推估不足50人，在日本也只有兩位的戰略级魔法师之一。在一條將輝之前 
在暑假後，下任學生會會長選舉登記期間，因為本身在風紀委員、九校戰的實績，加上當時學生會無法找到候選人之原故，被謠傳為會長候選人感到困擾，最後雖然說服學生會書記中条梓登記競選，但在選舉中也獲得第三高票（深雪兩百二十票、中条梓一百七十三票、達也一百六十一票，有效票一百七十三票）。在新學生會運作後，新任會長中条梓與新任風紀委員會委員長千代田花音彼此在達也面前進行人事交涉，最後協議1年級下學期仍然擔任風紀委員，2年級後轉入學生會擔任職務。
橫濱騷亂篇、追憶編
對應文庫小說第6、7、8集。
漫畫版：
- 魔法科高中的劣等生 橫濱騷亂篇（Vol.1-5；完結）
- 魔法科高中的劣等生 追憶篇（Vol.1-3；完結）

動畫版：
- 魔法科高中的劣等生（橫濱騷亂篇：第19話至第26話）

達也希望藉由打造「重力控制型熱核融合反應爐」，讓魔法師藉由經濟需求角度而不是軍事需求角度來提升魔法師在社會的地位，也因為達也的目標與學生會會計市原鈴音論文研究題目相同都是打造「重力控制型熱核融合反應爐」，因此在高中生魔法學論文競賽中，由於原本成員平河小春因為身體原因辭退，而被選為學校魔法學論文競賽代表成員之一，擔任助手職務。
平時達也本身大部分力量藉由四葉家秘術和妹妹深雪的先天能力進行封印限制力量的狀態，達也的一部分想子更封印在妹妹深雪體內，也因為深雪花費大部分魔法控制能力進行壓制達也力量，導致深雪平時情緒一激動時，就會產生魔法失控現象，但是一旦解除對達也的力量封印，深雪的魔法控制能力將會完全恢復。
在大亚联盟侵略橫濱事件中，在友人、部分第一高中幹部和學長面前暴露其國防軍特尉的身分，並投入前線作戰，之後為了救治受重傷的五十里啟和桐原武明，在友人與學長面前使用「重組」，最終在東京灣內使用「質量爆散」將侵略艦消滅，之後在對馬要塞中使用戰略級魔法「質量爆散」將約1kg質量轉換為能量，產生的大爆炸將大亚聯盟艦隊、鎮海軍港和周遭軍事設施連同「十三使徒」之一「震天將軍」劉雲德一起消滅，造成世界政治與軍事的大震盪。
后世的历史学家將鎮海軍港消滅事件的那一天稱呼為「灼熱萬聖節」，它既是军事史的转折点，也被看作是历史的转折点。它是明確確立魔法更加优越於机械兵器和核生化武器的事件、也是明确表现出魔法才是决定胜败之力的事件。同時那也是魔法师这一种族的光荣与苦难的历史真正开始的日子。
達也是司波龙郎和十师族「四叶家」现任当家的姐姐司波深夜（旧姓「四叶」）的亲生儿子。生下来時擁有超出常人規格的想子庫存量以及擁有「分解」情報體和「重組」情報體的能力，但無法使用一般定義的「魔法」，所謂「魔法」是指「改變情報體構造」、「改變事象」的能力，但達也的「分解」和「重組」嚴格定義來說不算「魔法」，再加上達也無法或難以使用能「改變情報體構造的魔法」，因而被四葉家判定為「無能」。因此在6岁时，作为由姨母四葉真夜计划并由母亲四葉深夜实际操刀进行的「人造魔法师实验」的被实验者，经由这个实验獲得「人工魔法演算领域」以及類似「完全記憶」的能力。
但是作为精神改造的代价在意识领域内的「掌管强烈感情的部分」所产生的感情全化為一张白纸，他无法激动和对使他激动的事做出反应。由于这个原因他的性格常常是冷静沉着，同時無法理解他人投向自己的好意和愛意。但是，唯一残留下来的感情对妹妹深雪的兄妹爱，也是达也擁有唯一感到激动的感情，只要是和深雪有关系，会采取跟平常的冷静沉着言行完全不同的激烈言行舉止。
在本篇三年前(2092年)的大亚联盟进攻冲绳的时候，因為和侵略军内通的国防军的背叛者的攻擊使深雪受伤，而决定对侵略军进行报复。使用「分解」和「重組」，将大亚联盟军登陸士兵幾乎全數歼灭，即使投降者也打算进行攻擊，但被風間阻止。最終將大亚联盟艦隊使用戰略級魔法將其消滅，成為日本已確認的兩位戰略級魔法師之一並且被政府隱藏起來。
在冲绳海戰後，因為本身先天魔法的效果，冲绳海戰中遭遇到達也而倖存下來大亚联盟士兵將「分解」稱为「Demon Right（悪魔の右手）」、「重組」稱为「Divine Left（神の左手）」，同時將达也稱呼為摩醯首羅（日語：マヘーシュヴァラ）而畏惧著。
實戰能力極高，可達到世界排名前幾名的實戰能力，最強魔法師之一的四葉真夜評價自身魔法與達也能力相性惡劣有很大機率會輸。然而克人的魔法「連壁方陣」對達也的能力而言則如同天敵般存在，若彼此對戰則會演變成長時間消耗戰。
來訪者篇
對應文庫小說第9、10、11集。
漫畫版：
- 魔法科高中的劣等生 來訪者篇（Vol.1-4、連載中）

在鎮海軍港消滅事件後，USNA政府高層從科學家中得知其破壞手段是使用質量－能量轉換魔法所造成的，導致USNA政府高層極為恐懼和苦惱，為了獲得質量－能量轉換魔法的術式以及使用該魔法的魔法師情報，因而進行黑洞實驗來探索質量－能量轉換魔法，啟動危險性極高的黑洞實驗，同時派遣魔法師、士兵、軍官以及研究員到日本中探查，其中「十三使徒」之一同時也是USNA軍星部隊總隊長天狼星，以交換學生的身分進入魔法科第一高中。
在USNA黑洞實驗中，使得位於異次元的精神情報體「寄生物」出現並且附身在部分研究所研究員以及周遭地區人們身上造成吸血鬼事件，之後吸血鬼從USNA偷渡至日本，也在日本造成吸血鬼事件而讓社會恐慌，而原本到日本進行質量－能量轉換魔法間諜情報任務的STARS，將任務優先度將處決被寄生物附身的USNA軍魔法師升為最優先任務，而質量－能量轉換魔法優先度降為第二。而日本在吸血鬼事件發生後，受害者都是魔法師或擁有魔法資質的人民，使得十師族・七草家介入調查並與吸血鬼發生衝突讓傷亡擴大，但由於七草家和四葉家在不久前因為七草當家所引起的事件中導致兩家交惡，進而七草家請求十文字家協助解決吸血鬼事件。
雷歐在協助千葉警官收集情報時，被吸血鬼襲擊導致住院，造成達也以及千葉・吉田兩家合力介入吸血鬼事件，從真由美得知受害規模，以及與天狼星衝突之後從天狼星得知吸血鬼是從USNA軍方逃脫的魔法師後，以手段使七草、十文字、千葉、吉田家搜索勢力予以統合。
吸血鬼「米卡艾拉・弘格」於第一高中被達也等人圍捕時自爆事件後，安吉・希利鄔斯和希兒薇雅・瑪裘利・法斯特被駐日美軍責備未發現同居人是吸血鬼的責任，在USNA統合參謀總部瓦吉妮雅・巴藍斯上校介入下，不被追究相關責任但命令希兒薇雅・瑪裘利・法斯特強制回國，並且對安吉・希利鄔斯支援能力加強，允許安吉・希利鄔斯使用「布里歐奈克」，同時將捕獲或暗殺日本未公開戰略級魔法師任務優先度升為第一順位，其設定目標為司波達也。同時米卡艾拉・弘格自爆後其寄生物附身在第一高中機器人研究社的3H「琵庫希」中，因受到光井穗香對達也的思念活性化，琵庫希的異常行為一度造成學生恐慌，在達也抵達現場與琵庫希互動交談中，使達也得知寄生物的存在意義和能力，以及捕獲寄生物的方法。
在USNA軍對達也襲擊的事件中，千葉修次受創而昏迷，而達也與安吉・希利鄔斯對戰中，得知「布里歐奈克」是以FAE理論製造，達也利用安吉・希利鄔斯大意時將其無力化驚險獲勝，並連絡四葉對USNA駐日人員進行干涉，使得USNA軍方同意不對日本進行過多干涉。事件後因千葉修次受創因素使千葉艾莉卡向達也直問原兇過程中得知達也與十師族「四葉」的關係。
而在「灼熱萬聖節」後，被七賢者之一「雷蒙德・S・克拉克」得知其戰略魔法師身分，並稱呼達也為「破壊神」（日語：ザ・デストロイ），同時提供達也關於七賢人之一同時也是國際恐怖組織「Blanche」總帥紀德・謝茲・黑顧的情報，並同時通知達也和安吉・希利鄔斯將會把殘存的吸血鬼引入第一高中校園內，要求將其解決。
在第一高中吸血鬼事件中，兩隻被封印而其餘九隻合體後被深雪以「悲嘆冥河」消滅，因達也與安潔莉娜在處境上有很多相似之處，使得達也有所共鳴向安潔莉娜提議若不想待在軍中，他願意進行幫助但安潔莉娜予以婉拒，同時被封印的兩具吸血鬼在眾人沒注意時，分別被四葉家和九島家各帶走一具被封印的吸血鬼，之後安潔莉娜回國，同時包含七草真由美在內的三年級生高中畢業。

### 二學年部劇情
二學年部劇情範圍：
- 魔法科高中的劣等生雜誌小說版(雙七篇)
- 魔法科高中的劣等生文庫小說版(雙七篇、越野障礙篇、古都內亂篇、四葉繼承篇、師族會議篇、南海騒擾篇)

雙七篇
對應文庫小說第12集
達也去年一年中，无论是对内还是对外都积累了难以无视的成果，如果继续作为“替补”对待，魔法科第一高中校方认为这会对学校的形象造成恶劣影响。其结果便是新设立了魔法工学科，通称魔工科。而達也從2年級開始轉入新設立的魔法工学科。
同時依照梓與花音之協議，辭去風紀委員職務，進入學生會並與深雪一起擔任學生會副會長職務，而達也辭去風紀委員所產生的缺額，學生會推薦吉田幹比古出任風紀委員。
新的學年開始，社會反魔法活動越來越活躍，達也得知進行反魔法師運動的國會議員將到第一高校進行突襲訪問，因此在視察當日進行常駐型重力控制熱核融合反應爐的公開實驗，讓國會議員知難而退並改變社會輿論向。
因新入生首席七寶家長子的攻擊性性格和對七草家的敵對性，導致重大事件，學生會、部活聯、風紀委員會都對七寶家長子的行為感到頭痛，七寶和十三束決鬥十三束勝利後，最後由服部策劃讓達也、十三束對決使七寶了解自身的不足，同時達也勝利後也開始思考對付「分解」無效的敵人應對對策。
越野障礙篇
對應文庫小說第13集
九校战時担任技术人员和幕僚長，在準備九校戰期间得知九校戰寄生物實驗情報，並將情報告知四葉家和九重八雲，在一邊準備九校戰的同時一邊與九重八雲調查寄生物實驗情報，之後秘密潜入“越野障碍赛”场地，借用寄生人偶琵库希的能力捣毁九岛阵营与国防军的武器试验，加上表弟黑羽文彌的協助，让比赛顺利进行。
九校戰結束後，獲得協助黑羽貢逮捕周公瑾的任務，但在達也到達之前，周公瑾已將黑羽貢的一隻手用幻獸咬斷並逃脫，達也使用「再生」將黑羽貢斷手恢復原狀。
九校戰結束後，四葉家的執事之一的青木突然到一高，其原因是為了要商談琵庫希的事情，經校方告知琵庫希的擁有人是達也，於是軟中帶硬的要求達也將琵庫希的所有權交出來，而他還會給予達也相應的酬謝。達也直接拒絕，讓青木碰一鼻子灰，悻悻然的回去四葉家回報。原來想要琵庫希的人其實是真夜，真夜對於有思考能力的琵庫希感到非常興趣，因此想要得到。青木回報收購不果之後，認為這無妨，因為真夜知道達也也是家族成員，還是她的外甥，於是以為達也的所有物四葉家也可分一杯羹。達也在聽完文彌的轉述後，感覺有些不快。
古都內亂篇
對應文庫小說第14、15集
在深雪成為學生會會長後被指定成為學生會書記長。
達也接受四葉當家所請託逮捕周公瑾的任務，並開始進行情報收集，當得知傳統派與周公瑾有關連時，一方面請求四葉家和九重八雲對自己和深雪親近的友人進行暗中護衛的動作，一方面因上次寄生物事件，透過藤林響子取得九島烈的協助，與九島光宣一起在京都地區的傳統派地點進行調查，同時七草真由美因護衛名倉橫死於京都，認為犯人與橫濱事變有關請求達也協助，而達也認為殺死名倉的兇手為周公瑾的機會很大就接受真由美的請託，並請真由美帶領至名倉死亡地點和遺物，從中得知名倉受「幻獸」攻擊造成致命傷並推導進行自爆攻擊。
此後，與九島光宣等人從傳統派咒術師得到的情報，之後達也單人闖入傳統派密教系據點以武力取得的情報，提供給黑羽調查得知周公瑾藏於國防軍基地內，感到戰力需要強化而將一条將輝捲入周公瑾圍捕任務中，透過黑羽家、九島光宣的圍捕，以及達也和一条將輝封鎖退路並表達周公瑾體內藏有名倉之血是無法逃離自己「眼」的追蹤，因此周公瑾自焚身亡，圍捕事件落幕，魔法論文比賽也平安落幕。
四葉繼承篇
對應文庫小說第16集
被四葉真夜告知是她的兒子－通過冷凍卵子人工授精，由真夜之姐四葉深夜代產（馬上被達也戳破其謊言，因為真夜以為他的精靈之眼只能回溯二十四小時；有二十四小時限制的是重組，用精靈之眼觀看情報是沒有時間限制的）。被真夜指定爲下任四葉當家司波深雪的婚約者。對外謊稱成為真夜的兒子，跟深雪也就是所謂的表兄妹。
師族會議篇
對應小說第17集~第19集
四葉家拋出了由深雪擔任下屆四葉家總當家，並片面宣布達也與深雪的婚約。這件事使得魔法師界一片嘩然，就連含數家系也頗為震撼。七草家慫恿一条家提出異議，但無下文。
師族會議風波不斷，四夜真夜與七草弘一的對立雖是不爭的事實，但在其他師族家長調和，倒也沒有真的引發真正的衝突。此次會議的震撼彈是九島家退出十師族，降為師補十八家。由七寶家頂替九島家的空缺。十文字家的當家退位，由長男克人繼位。師族會議上，一条剛毅和七草弘一提出將達也和深雪的婚約取消，但是真夜不答應。
會議結束後，會場所在突遭受恐怖份子攻擊，造成平民百姓傷亡，但是魔法師卻毫髮無傷，引起公眾憤怒。七草弘一明面上令長子擔任聯絡人，私底下使真由美與十文字克人和達也合作，目的是要將達也變成為自己的女婿，深雪對此頗為不悅。但事實上，達也完全沒有任何對異性的情感，對於深雪，只有「親情」，談不上任何男女情感。另一方面，一条剛毅讓將輝到一高當旁聽員，轉入深雪等人所在的班級。這時，大街小巷出現被反魔法師團體影響的暴民攻擊魔法師及其相關人員、學生，甚至是軍警，十師族只能先尋求有力的民代、企業主協助，想辦法安撫這些民眾，但是大部分的企業主只是觀望，只有少數的民代願意協助。
顧傑行方不明，引起魔法師的恐慌，就連國防部裡也出現有異心的成員正在蠢動，獨立魔裝大隊逼不得已，只好準備對國防軍裡的異心分子痛下殺手。這時卻傳出千葉家的長子－千葉壽和被恐怖份子綁架而擄走。稍後千葉壽和及稻垣被顧傑和其手下殺死，屍體變成顧傑的工具。
就在全國魔法科高校宣布暫時停課時，反魔法組織露出狐狸尾巴，意圖攻擊深雪、香澄、泉美，水波勉強擋住暴徒攻勢，達也在千鈞一髮之際趕到，救了深雪等人。回到家之後，使用分解將深雪之前被使魔附身的「印記」覆蓋。這時顧傑意圖逃跑，操縱千葉壽和及稻垣的屍體。千葉壽和(屍體)被達也解除顧傑的術式，將大體鄭重地送回千葉家。而顧傑最後逃至公海，達也、將輝和真由美準備將其狙殺時，卻被USNA STARS的卡普諾斯以分子切割器殺死。
顧傑死後，將輝亦結束在一高的旁聽，準備回歸第三高校。達也、深雪等升上三年級，包含五十里啟、千代田花音、壬生紗耶香和桐原武明、服部范藏、中条梓在內的三年級生畢業，升讀魔法大學。事情看似告一段落，但是沒那麼單純。
南海騒擾篇
對應文庫小說第20集
在顧傑被殺死後約半年，處於交戰方的大亞聯合與日本開始有意和談。大亞為了要釋出善意，同意將滯留在日本的大亞逃兵和游擊隊強制帶回，由陳祥山和呂剛虎負責全權處理。
另一方面，沖繩戰役已過了五年，達也和深雪被真夜指派代表四葉家參加祭悼喪亡儀式和聯同國防軍和大亞組成聯合部隊阻止外國對「西果新島」進行的破壞作戰。此時北山家在沖繩的開發海底資源的人工島「西果新島」也已建成，由於五十里家負責參與提供刻印魔法作為防災對策的技術，於是在一高的畢業旅行時前往參與其竣工紀念宴會。獨立魔裝大隊的隊長、達也的師兄風間玄信也用通訊告知有不明的外國人物混入遊客當中，讓達也提高警覺。
五年前，司波家在沖繩的別墅，在櫻井穗波和司波深夜過世之後不久，就被四葉家夷為平地，只剩下一片荒蕪，達也和深雪不勝唏噓的感慨往事如煙，曾經與穗波一起度過的日子和記憶，連可懷念的建築都不復存在。
混入遊客的澳洲客人是傑絲敏等人，她是十三使徒之一的威廉積極培養的接班人，外表看似年幼，但事實已二十多歲。他們到這裡的原因，就是要阻止威廉認為會令日本的勢力繼續發展的各項工程，其目標正是「西果新島」。此時一高的畢業生也同時抵達沖繩，也逐漸進入下榻的飯店。
這時大亞的逃兵終於露出行蹤，準備抓住幾個顧客當成人質，但被陳祥山和呂剛虎發現，與之發生戰鬥。幾個逃兵想逃卻正好撞上傑絲敏一行人，被後者打倒，然而卻頑強不肯就範，因此傑絲敏使出了臭氧循環，讓該逃兵就範，卻因此被達也發現傑絲敏的真實身分，於是僵持在那邊，但另一個逃兵卻想抓住深雪，不過反被深雪以達也開發的魔法「閘門監控」所制伏。達也和深雪的實力讓賈絲敏等人震驚，最後賈絲敏等人被獨立魔裝大隊逮捕。
正當飯店發生的事情告一段落，幾個先去附近遊玩的一高畢業生如啟、花音等人也陸續進到辦完登機手續準備回東京，與達也他們錯開。而將逃兵帶回大亞的陳祥山和呂剛虎在回去大亞的船隻上，因感覺到司波兄妹的成長所帶來的威脅，所以說了：「再來就是敵人了。下次一定要……」與「到時請交給我吧。」這兩句。
回到東京的司波兄妹，開始處理新學期的事情。而此時，三矢家當家-三矢元的么女三矢詩奈以首席入學，將擔任學生會副書記、達也的助手，達也等人正式成為三年級生，新的學期、新的學生會和風紀委員會將會面臨什麼風波到來？

### 三學年部劇情
動亂的序章篇
孤立篇
逃離篇
入侵篇
急轉篇
追蹤篇
奪還篇
未來篇
自我犧牲篇／畢業篇

## 技能

### CAD技能
CAD軟體編輯技能
本身在CAD軟體編輯技能上有超出常人的天分，同時也是「循環演算系統」的開發者，為世界知名的CAD軟體工程師。
複數CAD同時操作
具有同時操作多台CAD的特技，若魔法師要操作複數CAD，必須平行演算兩種不同的啟動式，否則啟動式會彼此互相干擾導致魔法失敗。
可以使用十個CAD施放魔法不會使其相互干涉。
其他
編寫術式的能力，但由於不能最初以自己的名義發表以免暴露身分，大多以「托拉斯·西爾弗」發表，或者藉由被提供者名義發表，以至於除了包含四葉家、深雪、獨立魔裝大隊幹部和四葉科技開發第三課人員知道之外，其他人都不知道。後來被惡意公開後，才正式公佈自己的「西爾弗」身份。
出現過的術式：
- 自己所用的十五種術式(包含雲消霧散、術式解體、質量爆散、穿甲想子彈、擬施法干擾、三尖戟、重子槍、遠距離術式解散、共鳴、閘門監控、對獨立情體用的想子封玉、大深度雲消霧散、β 三尖戟、幽體消散、清醒金銓等)
- 給深雪的七種術式(冰霧神域、冰炎煉獄、閘門監控、術式凍結、冰眠荊鎖、清醒金銓)，外加戰略級魔法術式「冰河期」和專用CAD
- 給雫使用的兩種術式(動態空中機雷、聲子邁射)
- 給雷歐的一種術式{武装一体化CAD(小通联)}
- 給艾莉卡的兩種術式(幻刃、術式斬壞)
- 給穗香使用的光學迷彩
- 「加重系魔法三大技術難題」之一的「泛用飛行術式」
- 「加重系魔法三大技術難題」之一的「恆星爐(重力控制型熱核融合反應爐)」
- 一条將輝使用的戰略級魔法術式「海爆」和專用CAD的技術提供者(後期製作由真紅寺一郎完成)

### 體術
因為幼年學懂走路就開始在四葉家中進行各種訓練，以及後來在忍術使九重八雲和軍隊中的鍛鍊，已具備達人級的體術。
僅憑體術甚至略勝於九重八雲之上，但在戰鬥時戰術和魔法運用尚不及九重八雲，因此格鬥練習戰績目前未得一勝。

### 先天能力
超規格想子持有量
從父親司波龍郎遺傳的才能，本身擁有超出一般魔法師的想子持有量。
「分解」和「重組」
達也天生擁有的兩種能力「分解」情報體和「重組」情報體，而這兩種魔法是被列為最高難度的魔法「情報體構造直接干涉魔法」，因為魔法演算領域被這兩種最高難度的魔法佔據，導致達也無法或難以使用能「改變情報體構造」的魔法。
達也的「分解」和「重組」的效果極為強大，只要是魔法效果符合「分解」和「重組」概念就可編織出各種技能，使得達也擁有「分解結構」和「認知結構」的技能，算是天生所擁有的能力的副產物。
此外，達也的固有魔法「分解」，依照系统属于分离魔法的衍生型，是「聚合」、「发散」、「吸收」、「释放」的复合魔法，不过真要说的话，「释放」的比例较高。
達也由「分解」和「重組」能力所創造和行使的魔法種類，在下方『魔法』條目中會詳以敘述。
「精靈之眼」（エレメンタル・サイト，Elemental Sight）
關於精灵之眼的介紹，將在下方『魔法』條目中會詳以敘述。

### 魔法演算
人工魔法演算領域
使用精神構造干涉魔法，將「人工魔法演算领域」殖入意識領域中，但人工魔法演算领域性能比天生魔法演算领域差，使得無法使用多工序的魔法。
達也的人造虛擬魔法演算空間位於意識領域，所以無論啟動式記述的魔法式是何種魔法，他都能以「己身意識」解讀魔法式的設計圖啟動式，構築魔法式並且投射。這麼作沒有達到「使用魔法」的等級，單純只是模仿魔法發動的程序。所以只要所需的情報記述在內，即使只是模仿，也能發揮出記述範圍的效果。
「閃憶演算」
為四葉家的機密術式。
应用洗脑技术，将起动式作为形象记忆烙印在记忆领域，不是从CAD，而是经由记忆领域读取起动式，藉以省略展开與读取CAD的时间的技术。而達也的演算領域位於意識領域，這種特性使得这项技术更上層樓，直接將魔法式以影像形式记忆，连构筑魔法式的时间也给省略，從而達到高速行使魔法的能力。「閃憶演算」的功能除了上述之外，還有將術式複製、複寫後改編的能力(如想子彈即是由「氣彈」所改編的)，甚至連術式書上提到的術式都能直接複寫納為己用(如氣體壓縮彈，這本是分家的新發田家所使用的術式，為了能讓後代記得而寫於書上，被當時年幼的達也偶然看見，直接複製。不過此術式達也在實戰上尚未使用過，效力未知。

### 使用魔法
| 魔法名稱                                    | 魔法類型   | 初次使用                               | 技能介紹 |
| ------------------------------------------- | ---------- | -------------------------------------- | --- |
| 「施法干扰」 （Cast Jamming）               | 無系統魔法 | 小說第1集                              | 對抗魔法。 對魔法式和事象所附有的個別情報體進行妨礙的一種魔法。 廣義的角度來說施法干扰算與無系統有相同性質，作用与「领域干涉」相似，是一種無意義的大量散發出想子波，阻礙魔法式的個別情報體運作的技術，不過如果要使用施法干擾就必須要擁有稀有礦石「Anti-Knight」。 「施法干擾」可以作到干擾範圍內的魔法全部失效，且連發動中的魔法都失效，不過達也卻可以使用分解魔法來改變大量散發出想子噪音的微波，達到讓「施法干擾」無效。 此外達也運用「施法干擾」的理論而自創降級版本的「施法干擾」。 相較於原版的「施法干擾」必須擁有昂貴、稀有而且是軍方物資的「Anti-Knight」，降級版的「施法干擾」只要術士攜帶兩個CAD，並同時使用兩個CAD時所產生的想子干涉波會像原版的「施法干擾」一樣，帶著想子波雜訊包圍在魔法師身邊的事象的情報體，並傳送向情報體次元中。 然而原版的「施法干擾」可以同時干擾四系統八大類的魔法，但是降級版的「施法干擾」一次只能干擾一個種類的魔法，而且對於已經是發動中的魔法無效，再者也不是像原版的「施法干擾」那樣可以完全讓對方無法發動魔法，降級版的「施法干擾」只是讓對方難以施展而已，而且施術者本身卻是完全無法使用魔法。 而且如果要使用降級版的「施法干擾」以達到干擾對方魔法的效果，就必須擁有能夠讀取對方使用的魔法式能力，要將其中一個CAD展開妨害魔法的啟動式，另一個則將反方向的啟動式展開，將兩個啟動式不變換成魔法式就這樣複寫增幅，把想子信號波當作無系統魔法放出去，兩個CAD所展開的啟動式，會對本應該構成的兩種魔法式同種類的魔法式的啟動式進行干擾。 |
| 「術式解散」 （Gram Dispersion）            | 分解魔法   | 小說第2集                              | 對抗魔法。 為「分解結構」衍生之分解情報體魔法紀錄結構技能。把建構魔法的魔法式，分解為無意義的想子群。魔法式作用於伴隨事象而來的情報體，基於這種性質，魔法式的情報結構一定會曝光，而且無法防止外力直接干涉。相對的，想分解魔法式一定要熟悉結構。現代魔法不到一秒就能發動完成，要在魔法發動前就解析魔法式，必須具備只以「觀看」就能認知魔法式結構的特殊情報處理能力。如果是預先知道魔法結構再進行的實驗暫且不提，一般認定此魔法不可能達到實用階段。 |
| 「雲消霧散」 （Mist Dispersion）            | 分解魔法   | 小說第2集                              | 殺傷性A級魔法。 可將物體人體直接分解為粉塵。 干涉物質的結構情報，將物質「分解」為元素分子或離子，是直接干涉結構情報的魔法。 此外在沖绳海戰後，因為魔法的效果，此後存活下來大亚联合士兵稱为「Demon Right（悪魔の右手）」。 |
| 「飛行魔法」                                | 複合魔法   | 小說第3集                              | 加速・加重系複合魔法，常駐型重力控制魔法，達也獨創魔法並以托拉斯・西爾弗名義向世界發表。 控制重力，藉以在空中移動的魔法。長久以來都被公認為無法實現，但是後來修改魔法架構，將連續發動持續時間設定為極短（預設為0.5秒），因而克服每次更改飛行狀態都要使用更強干涉力的障礙。如今只要術士沒有耗盡魔法力就可以持續飛行。 |
| 「術式解体」 （Gram Demolition）            | 無系統魔法 | 小說第4集                              | 對抗魔法。 將想子群壓縮成塊，不經由情報體次元而直接射向目標物引爆，「摧毀」目標物所「附加」包含啟動式或魔法式在內，用來紀錄魔法的想子情報體。雖然歸類為魔法，但只是想子砲彈，結構不包含改變事象的魔法式，因此不受情報強化或領域干涉的影響，砲彈本身壓力也足以反彈演算干擾的影響，加上沒有物理作用力，任何障礙物都無法防堵，必須以強力想子流迎擊或是重疊好幾層想子牆架設防禦陣才能勉強使其失效，除了射程很短的缺點外，號稱最強無系統對抗魔法。 此外尚有「接觸型術式解体」和「穿甲想子彈」的衍生型。 |
| 「重力減輕魔法」                            | 加重系魔法 | 小說第4集                              | 減少作用於自身的重力，使得自身重量減少的術式。 |
| 「共鸣」                                    | 無系統魔法 | 小說第4集                              | 運用生體波動和想子波的共振攻擊對手。 |
| 「幻衝」 （Phantom Blow）                   | 無系統魔法 | 小說第4集                              | 单纯的想子冲击波，命中後在数秒内，會引起脑震荡错觉，而导致无法战斗的术式。 |
| 「精靈之眼」 （Elemental Sight）            | 知覺系魔法 | 小說第4集                              | “精灵之眼”（Elemental Sight）拥有可以看见情報體次元“光景（形状颜色）”的能力，並能連結情報體次元並認知其「存在」，是從物理次元知覺擴張而形成的「透視」。只要是實際存在於這個世界的物體，都會在情報體次元留下個別情報體，而精靈之眼可以認知個別情報體的位置直接瞄準，只有「不存在的事物」，能夠逃離「精靈之眼」的鎖定。最近還多了夜視能力，以及任意回朔時間去觀察目標情報(限24小時內) 為「認知結構」衍生之視覺認知結構技能。不過這「精灵之眼」其实是错译，是积习成俗而失去原本意义的「专业术语」。「精灵之眼」原本的意义是Elemental Sight——「视认元素的能力」。这里所说的「元素」，是代表四大元素学说的指标元素。然而首先翻译这个名词的学者，将「Elemental」这个形容词误解为名词的「四大精灵」，翻成「四大精灵之眼」并简称「精灵之眼」。至今当然许多人发现这个错误，不过「精灵之眼」比「元素视力」更有魔法风格——基于这个很诗情画意但非科学的理由，保留至今没有修正。 魔法不會直接受到物理距離影響，同樣的，認知情報體次元的知覺能力，也不會直接受到物理距離阻礙。只要能夠在情報世界指定對象，即使物理距離再遠都「看」得到。舉個例子，以超高倍率天文望遠鏡看月亮時，如果可以識別月面登陸船（的殘存物），就能掌握月面登陸船的狀態（可惜世間沒有解析度這麼高的光學望遠鏡）。 無論是何種魔法，只要對方使用，達也就能用精靈之眼鎖定對方位置。 |
| 「自我修復魔法」                            | 重組魔法   | 小說第4集                              | 「重組」的衍生術式。將術者的身體狀態回復為最佳狀態的魔法。 只要達也受傷或身體機能異常時便會自行發動，但若狀況輕微時可用意識控制是否發動或修復程度，然而傷勢過於嚴重時則無視達也本身意識直接發動。 |
| 「音響炸彈」                                | 振動系魔法 | 小說第4集                              | 從作用點朝球狀範圍發出巨大聲音。 |
| 「音波增幅」                                | 振動系魔法 | 小說第4集                              | 振動系單一魔法。將聲音音量予以增幅變大的魔法。 |
| 「三尖戟」 （Trident）                      | 分解魔法   | 小說第4集                              | 將三道「分解」工序複合成單一魔法式（三連分解魔法）。 第一工序是分解保護目標物的魔法情報體。 第二工序是分解保護目標物肉體的情報強化。 至於第三工序，則是將目標物肉體分解爲元素層級。 |
| 「水蜘蛛」                                  | 加重系魔法 | 小說第5集                              | 表面张力增幅魔法。 增加水面的表面张力，使人可以在水面上行走或奔跑。 |
| 「重組」                                    | 重組魔法   | 小說第1集                              | 最遠能回溯至二十四小時前的個別情報體變更履歷，完全複製受到外力損傷前的個別情報體，當成魔法式改寫現在的個別情報體。改寫對象會依照改寫情報，復原為受損之前的狀態的魔法。 從向對象施展「重組」魔法的時間點為基準，往前回溯對象的個別情報體變更履歷資料，在二十四小時內所受損傷的個別情報體都能復原為受損之前的狀態。 魔法效果無法永久持續是因为個別情報體的复原力產生作用，個別情報體的复原力是指抗拒外力改寫，試圖恢復為以前狀態的力量。不過以「重組」完全複製的個別情報體，也無疑是代表過去的自己的情報體。被己身情报改寫情報體的對象，不是從受损状态復原，而是以「没有受损就經過这段时间」的状态在这个世界定型，不論「生物」或「物品」都可使用「重組」。 然而「重組」的施展對象是「人」的話，在完全複製個別情報體履历時同時會感受到傷者所領悟到的苦痛，其苦痛並不是当做知识来读取，而是變成情報直接烙印在精神上，而且從受傷開始到被施加「重組」為止的時間間隔越長，所領略到的痛苦呈倍數上升。 此外「重組」是无法将死者復活。生死是無法逆转，「死」是「生」的内在变化。就算对尸体施加「重組」魔法也只能獲得没有伤口的尸体而已，是無法将死者復活的。但只要「死」尚未確立，即使人體心脏停止、脑死又或者是头被砍，在那一瞬间的话使用「重組」是可能苏生的。就算是即死的伤口，只要用「重組」將肉体再构成以及血液循环，这样的话复活的可能性也不能说完全是零。 該魔法尚有「自我修復」的衍生術式。 此外在沖绳海戰後，因為魔法的效果，此後存活下來大亚联合士兵稱为「Divine Left（神の左手）」。 |
| 「質量爆散」 （Material Burst）             | 分解魔法   | 小說第7集                              | 戰略級魔法 將物質「質量」直接分解為「能量」的魔法，不是湮灭反应。由于是将质量直接分解为能量，所以也就没有出現湮灭反应中产生微中子而造成的能量损失現象，其威力依照愛因斯坦的「質能轉換公式」呈現，破壞力非比尋常 仅仅一滴50毫克水进行质量分解，产生热量足以匹敌换上成1000吨TNT (1 公斤物质 可以转换出 21，480，764，311.1885 公斤 TNT（约214亿公斤）（1kg物質可轉換出21.48076431 百萬噸TNT），被稱為「究極的分解魔法」，具有將世界毀滅的可能性，是世界最強威力以及世界最大破壞規模的戰略級魔法。 該魔法不會產生核分裂或是核融合反應所生成的残留物质以及放射性物質。 质量爆散的威力和破壞範圍可依照分解的「質量」之多寡來進行調整，目前已知在作品中使用該魔法時所呈現的狀況，威力最小的一次也有消滅一艘軍艦的戰術級威力表現。 該魔法是以分解的「質量」為中心向全方位釋放「能量」的魔法。與「十三使徒」的戰略級魔法不同，「十三使徒」的戰略級魔法多是以「擴散」、「垂直」或「線狀」、「平面」不同。 達也擁有「精靈之眼」所以距離不是問題，達也的「質量爆散」利用「精靈之眼」在情報次元搜索並鎖定瞄準(為筆直的水平線術式，就像光線一樣以超音速(就實戰看起來，大概是約3~5馬赫左右的速度)筆直前進，中間不會有任何的曲折)。就使用範圍來說，近距離在一百公里之內，遠距離透過人造衛星傳導，甚至可超過六百公里以上(如消滅含劉雲德在內在釜山鎮海港待命的大亞艦隊，距離超過兩百五十公里)。 質量爆散僅只能對「均質」或「單一」的物質作用（例如水、礦石、沙粒、金屬等） ，無法對「複雜」結構或生物體進行作用（例如電路板等，生物體因體內有不同器官存在因此「整體」上無法分解），但可先以「雲散霧消」將其分解為分子或離子後就能使用「質量爆散」分解；對小行星雖說其內部組成分布不均勻但仍可視為「礦石整體」將其分解為能量，其分解的質量並無上限。 2097年8月公開 |
| 「定率減速」                                | 加速系魔法 | 小說第9集                              | 讓物體的運動速度以固定比例減速。 |
| 「穿甲想子彈」                              | 無系統魔法 | 小說第10集                             | 術式解体的衍生術式，具有術式解体的對抗魔法性質，同時對他人的靈體中的「魄」造成衝擊或影響，陷入昏眩、昏迷、行動蹣跚的狀態，越擅長以意識控製肉體的人越容易受到傷害，但對熟練駕馭氣魄的人就可以反彈或架開想子彈。 達也為對付人外目標物以「術式解体」為基礎所開發的高壓高硬度的遠當魔法，由九重八雲命名為穿甲想子彈。 |
| 「自我加速術式」                            | 加速系魔法 | 小說第12集                             | 提升施術者運動速度的魔法。 |
| 「浮游术式」                                | 複合魔法   | 小說第14集                             | 加重、移動、加重、移動共四道程序的複合魔法。 魔法作用效果為将對像物漂浮到空中，让對像物停留在空中，使對像物缓缓下落到特定區域，以及避免對像物受到冲击而令對像物在特定區域中停止。 |
| 「重子槍」 （Baryon Lance）                 | 複合魔法   | 小說第16集                             | 使用FAE理論的分解、聚合、移動、重組複合魔法。 將物質原子核分解，形成輕子（電子）、重子（質子、中子）後，執行FAE程序將粒子群聚合為薄薄的圓盤狀，其中電子會被質子捕獲形成中子，之後再FAE程序下將圓盤狀重子射出，其重子塊速度達秒速一萬公里，之後使用物質重組將一切程序逆轉，所以不會殘留放射活化物質，只留下中子射線加熱物質內部的結果。 |
| 「大深度雲消霧散」 （Deep Mist Dispersion） | 分解魔法   | 劇場版 呼喚繁星的少女                  | 由軍方替達也改造的魔法。 效果與「雲消霧散」相同，但能短時間內連續使用，分解的事物亦更巨大。 達也以此魔法在數分鐘內分解整座南盾島實驗室。 |
| 「β 三尖戟」 （β Trident）                  | 分解魔法   | 劇場版 呼喚繁星的少女                  | 由軍方替達也改造的魔法。 效果與「三尖戟」類同，能跳過半衰期，使全部中子發生β 衰變，完全消除物質兼輻射影響。 分别由三段術式構成：「原子分解術式」、「强子分解術式」和「β 衰變術式」。 達也以此魔法完整分解USNA的棄置軍事衛星——「第七災難」。 |
| 「封玉」                                    | 無系統魔法 | 小說第27集                             | 以术封印精灵或寄生物的魔法。用想子流从四个方向撞击之后再从上下加盖。封印的形状不是立方体，是球体。不是单纯想象成圆形逐渐压缩，而是加压塑造出三次元的球体。通过反复重捏，在最后捏成坚固的小球。 |
| 「幽體消散」                                | 分解魔法   | 小說第29集                             | 靈子情報體支持構造分解魔法。分解想子與靈子情報體的連接點，使靈子情報體失去在這個世界的依托。 為一種連精神體都能消滅的魔法。 幽體消散為間接干涉精神的魔法。 可對用於雲消霧散不起作用的寄生物上，並將寄生物消除。 |
| 「清醒金铨」                                | 無系统魔法 | 續·魔法科高中的劣等生 魔法人聯社 第1集 | 由司波達也開發，發射特定波形的想子波，喚醒因精神干涉魔法「冰眠荊鎖」作用，而強制睡眠的人。 |

## 人物關係
司波深雪
關係：兄妹兼婚約者，對外公佈的關係是表兄妹
對達也的態度：絕對愛慕。
藤林響子
關係：朋友、同事兼名義上的上級
對達也的態度：關懷，接近姐弟關係。
司波深夜（已過世）
關係：母子，對外公佈的關係是養母
對達也的態度：表面上關係不太好，但是實際上是默不作聲的關心，厭惡娘家眾人對其兒子的對待。
櫻井穗波（已過世）
關係：無關係，是深夜的守護者，與深夜感情有如姐妹。
對達也的態度：如同姐弟，視為家人般的存在。
四葉真夜
關係：姨甥，但裝作母子。
對達也的態度：表面上很關心，實際上非常想要讓達也早點身亡，以洩對其姐深夜的仇恨，卻又有尊重達也的一面。不過在小說第16卷說明了自己對於達也的期待，也說明了達也是按照自己的願望所誕生的。但由於深夜的遺言尚未被提起(深夜的遺言僅有達也兄妹知道)，且連達也的魔法特性都不清楚，所以達也在表面上稱真夜為母親，但私底下仍稱呼後者為姨母。
櫻井水波
關係：同為深雪的守護者。
對達也的態度：尊敬
司波小百合
關係：繼母子
對達也的態度：厭惡，只想利用達也讓自己有存在感。
壬生紗耶香
關係：朋友、學姐弟
對達也的態度：本來是帶有愛慕，在間諜事件之後對於達也略為恐懼，現在與達也處的非常好。
千代田花音
關係：朋友、學姐弟
對達也的態度：一開始稍微看不起，但在九校戰後開始正式認可達也。加上達也將瀕死的未婚夫五十里啓從鬼門前拉回來，因此態度變得良好，甚至在其他一科生批評謾罵或看不起達也時，花音都會嚴厲斥責對方。
中條梓
關係：朋友、學姐弟
對達也的態度：總體來說算是不錯，但是因為仰慕「托拉斯·西爾弗」(其中之一的西爾弗就是達也，但因是機密不得洩露，所以梓也只能猜測其身分)的緣故，是在九校戰時猜測出來的，對達也這種破格的魔工技巧與參謀策劃感到驚嚇，但是屬於尊重的驚服。
黑羽亞夜子
關係：表兄妹
對達也的態度：良好，帶著淡淡的愛慕。
黑羽文彌
關係：表兄弟
對達也的態度：良好，帶著對偶像、哥哥的崇拜。儘管知曉達也的實力，但無法忍受外人對他有殺心，默默地在背後提供協助。
津久葉夕歌
關係：表姐弟兼高中學姐
對達也的態度：正常偏良好。
津久葉冬歌
關係：堂姨甥（為深夜的堂妹）
對達也的態度：普通。
武倉藍霞
關係：堂姨甥（為深夜的堂姊）
對達也的態度：良好。
柴田美月
關係：同班同學、朋友
對達也的態度：良好。
千葉艾莉卡
關係：同班同學、朋友
對達也的態度：良好。
光井穗香
關係：同學、朋友（深雪的同班同學）
對達也的態度：良好，帶著愛慕。曾在2095年九校戰後向達也告白，但被達也以「因失去大部分情感而無法理解愛情」的理由拒絕，但是即使如此，仍然對達也宣告不會放棄這份感情。
北山雫
關係：同學、朋友（深雪的同班同學）
對達也的態度：良好，有些許的好感。
安潔莉娜·庫都（九島）·希爾茲
關係：朋友
對達也的態度：良好帶著愛慕，略有敵意，但到第三學年起得知達也是戰略級魔法師後略有同情與感同身受的感情。
小野遙
關係：師生兼同門師姊弟（同樣在九重八雲門下修行），偶爾的情報提供者。
對達也的態度：關懷（僅止於師長對學生的關心）。
渡邊摩利
關係：學姐弟
對達也的態度：良好帶著關心。
七草真由美
關係：學姐弟
對達也的態度：關懷，但是已經達到愛慕。
五輪澪
關係：無交情，僅知道達也的存在
對達也的態度：抱持戒備
知道司波達也身分的人士
知道全部身分(包含軍人、西爾弗、九重八雲門下弟子、戰略級魔法師等)：
四葉家(擁有親緣關係身分的才會知道)、深雪、九重八雲、四葉科技新產品開發第三課部分職員、小野遙(由九重八雲告知)、獨立魔裝大隊所有幹部、安潔莉娜·庫都（九島）·希爾茲。
知道是四葉家的成員：
四葉家(擁有親緣關係身分的才會知道)、深雪、九重八雲、壬生勇三、獨立魔裝大隊所有幹部、其他十師族和百家(經由四葉家提交的資料得知)、九島烈(最早知道的人之一)、東道青波。
知道擁有軍人身分：
四葉家(擁有親緣關係身分的才會知道)、深雪、九重八雲、四葉科技新產品開發第三課部分職員、小野遙(由九重八雲告知)、曾參與橫濱事件的一高同學、九島烈。
知道是四葉家的成員(不含西爾弗和戰略級魔法師身分等)：
四葉家(不含擁有親緣的其他成員)、其他十師族和百家(經由四葉家公開是當家兒子得知)、九島烈(最早知道的人之一)。
知道達也其實是司波深夜(四葉深夜)的親生兒子：
四葉家的主要成員(不含四葉其他分家)、藤林響子(經九島烈告知)、九島烈、七草弘一(早就知道)、深雪、風間玄信、九重八雲、東道青波(知道真相)。
僅知道是學生：
恐怖分子、大亞聯盟的所有人(部分知道達也還是「摩醯首羅」)、一般平民百姓和軍警。

## 評價
《這本輕小說真厲害！2013》男性票選角色獲得第7名，《這本輕小說真厲害！2014》男性票選角色獲得第8名，《這本輕小說真厲害！2015》男性角色票選第5名，雜誌 Newtype (ニュータイプ) 2014年6月號動畫男性角色第9名，雜誌 Newtype (ニュータイプ) 2014年 07月号動畫男性角色第1名，雜誌 Newtype (ニュータイプ) 2014年 08月号動畫男性角色第2名，雜誌 Newtype (ニュータイプ) 2014年 09月号動畫男性角色第5名，雜誌 Newtype (ニュータイプ) 2014年 10月号動畫男性角色第2名，月刊『Newtype』2014年11月號動畫男性角色第2名。